# Museo archeologico nazionale Domenico Ridola
Il Museo archeologico nazionale Domenico Ridola è un museo statale italiano, con sede nell'ex convento di Santa Chiara a Matera ed è una delle due sedi dell'attuale Museo Nazionale di Matera.
Fu istituito il 9 febbraio 1911 per volontà del senatore e medico Domenico Ridola, che donò allo Stato le sue importanti collezioni archeologiche, ed è pertanto il museo più antico della Basilicata. Espone numerose testimonianze archeologiche rinvenute in scavi nella provincia materana e nelle Murge, con reperti che spaziano dall'epoca preistorica al III secolo a.C..
Di proprietà del Ministero per i beni e le attività culturali, nel dicembre 2019 è stato unito al Museo d'arte medievale e moderna della Basilicata per creare un nuovo ente dotato di autonomia speciale, il Museo nazionale di Matera.

## Descrizione
Il materiale conservato nel museo è suddiviso principalmente in cinque diverse sale. Vi è innanzitutto la sezione preistorica, la più tipica. Qui troviamo materiale risalente al paleolitico, come ad esempio frecce, giavellotti ed asce, rinvenuto in diverse località della Murgia Materana, ed in particolare presso la grotta dei pipistrelli; successivamente vi sono le testimonianze provenienti dai villaggi trincerati di epoca neolitica rinvenuti nelle località di Tirlecchia, Murgia Timone, Murgecchia e Serra d'Alto. Quest'ultima località è nota per la presenza del tipo di ceramica detta appunto di Serra d'Alto, caratterizzata da vernice bruna e motivi geometrici complessi. La presenza di tali villaggi risalenti al neolitico testimonia l'introduzione dell'agricoltura e lo stabilirsi della popolazione, che in epoche precedenti era nomade, in insediamenti stabili. Infine vi sono ritrovamenti risalenti all'età del bronzo, tra cui le tombe di Murgia Timone.

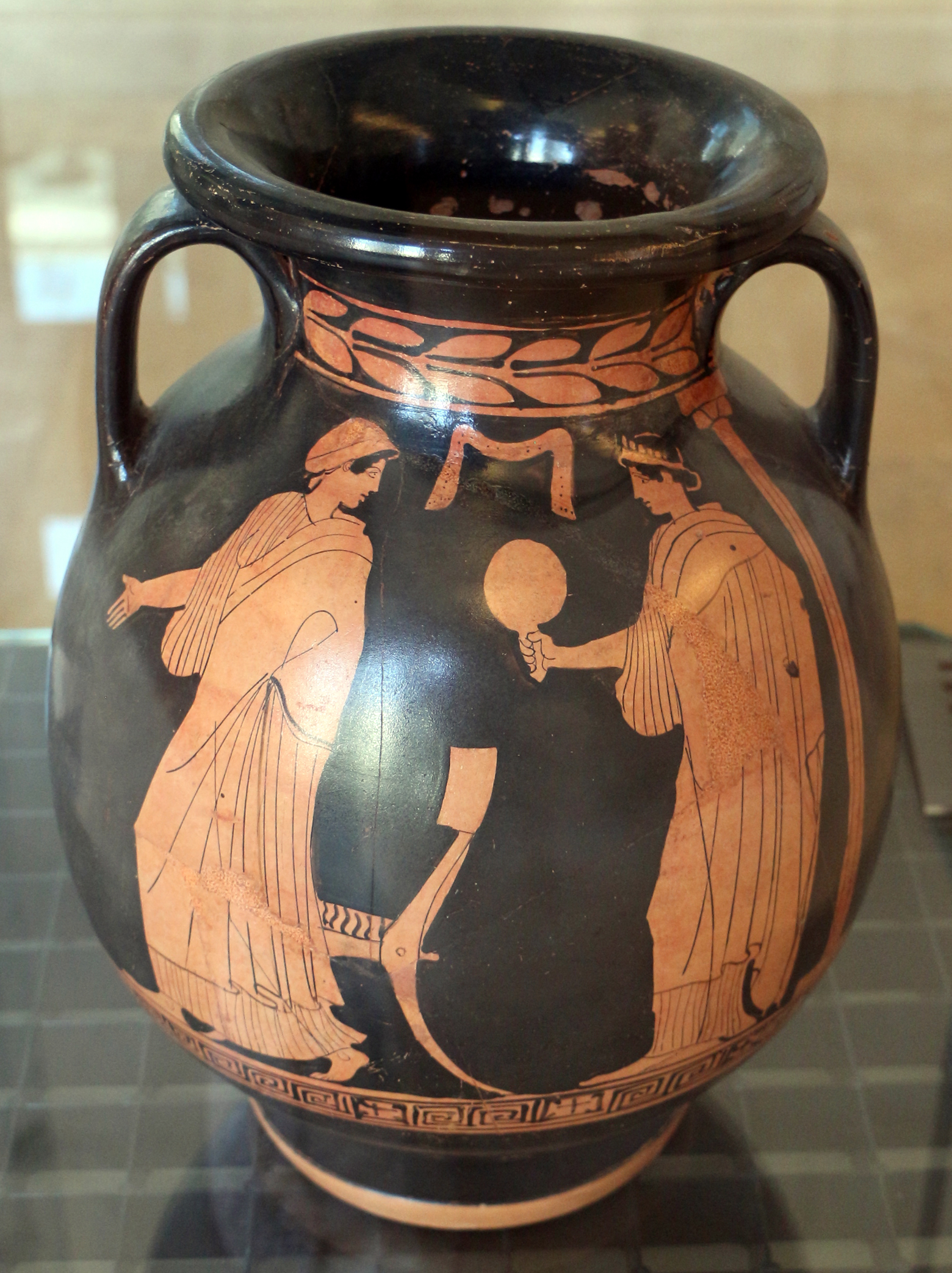
Pelike di Pittore di Pisticci

Vi sono poi due sale in cui sono esposti gli oggetti provenienti dai centri situati nelle valli dei due principali fiumi dell'area materana, la valle del Basento e la valle del Bradano: alla prima appartiene la documentazione proveniente dai centri antichi corrispondenti alle attuali Pisticci, Ferrandina, Pomarico, Garaguso e Calle di Tricarico; in particolare da quest'ultimo sito provengono materiali di una necropoli romana, da Pisticci i corredi delle tombe a tumulo dell'età del ferro e i materiali di necropoli arcaiche e del V secolo a.C., tra cui i vasi a figure rosse del Pittore di Pisticci; dagli altri centri provengono materiali delle sepolture di un lunghissimo arco di tempo.
Nella sala della valle del Bradano vi sono invece le testimonianze relative ai centri antichi che corrispondono alle attuali Montescaglioso, Miglionico e Irsina; al primo centro corrispondono diversi corredi funerari che vanno dal VII secolo a.C. al IV secolo a.C. Da Miglionico provengono materiali dall'epoca geometrica fino al III secolo a.C. Vi sono infine diversi esemplari di ceramiche decorate.
In un'ulteriore sala sono esposti i materiali provenienti dagli scavi di Matera e dintorni; si tratta principalmente di testimonianze archeologiche di età arcaica, lucana e successivamente romana. Si trovano in questa sezione corredi funerari di epoca arcaica, monete, bronzetti italici fra i quali la figura di Ercole con la clava e con l'arco databili all'incirca tra il VI e il IV secolo a.C., suppellettili bronzee di età romana. La documentazione di maggior importanza è relativa a Timmari, località a pochi chilometri da Matera. Dalla stipe votiva e dalla necropoli di Timmari, risalenti al IV secolo a.C., provengono infatti molte statuette votive in terracotta e corredi funerari con armature in bronzo e monumentali vasi a figure rosse.
Nella sala Ridola, infine, vi è un'esposizione di manoscritti, documenti e cimeli testimonianti l'attività di Domenico Ridola, fondatore del museo e studioso locale di storia e antichità, nonché medico e senatore. Dopo la sua morte avvenuta nel 1932, la ricerca paletnologica nel Materano è stata coltivata da altre figure, che hanno raccolto la sua eredità; tra queste Eleonora Bracco, direttrice del Museo subito dopo il fondatore e fino al 1961, e fautrice di un primo riordino e organizzazione del Museo.